# Джиммі Візерспун
Джи́ммі Ві́зерспун (англ. Jimmy Witherspoon), справжнє ім'я Джеймс Ві́зерспун (англ. James Witherspoon; 8 серпня 1920, Гердон, Арканзас — 18 вересня 1997, Лос-Анджелес) — американський блюзовий і джазовий співак.

## Біографія
Народився 8 серпня 1920 року в Гурдоні, штат Арканзас. Музичної освіти не мав, однак з 7 років співав у хорі баптистської церкви. У віці 16 років його родина переїхала до Лос-Анджелеса, де він познайомився і виступав з Ті-Боун Вокером та Артом Тейтумом. Коли працював на торговому флоті у Тихому океані (1941—43), співав блюз у Калькутті з гуртом Тедді Везерфорда. Замінив Волтера Брауна в оркестрі Джея Макшенна у Вальєхо, Каліфорнія (коли у 1944 році взяв відпустку і приїхав навідати родину); гастролював з Макшенном у 1944—48 роках.
Як соліст найбільший успіх мав з піснею «Ain't Nobody's Business, Pts. 1 & 2» (1947), що вийшла на Supreme Records (у 1949 вона посіла 1-е місце в чарті Race Records журналу «Billboard»); потім були хіти «No Rollin' Blues» і «Big Fine Girl». на початку 1950-х поступово відійшов від блюзу, почав співати джаз. Періодично працював упродовж 1950-х, записувався для різних лейблів, зокрема на Checker, Atco, RCA Victor, Atlantic і Vee Jay; здійснив гучне повернення у 1959 році на Монтерейському джазовому фестивалі, де виступив з відомими джазовими музикантами Коулменом Гокінсом, Беном Вебстером, Вуді Германом, Ерлом Гайнсом, Мелом Льюїсом та ін., а його альбом At the Monterey Jazz Festival (HiFi Jazz) дуже добре продавався. Працював з Беном Вебстером і Грувом Голмсом; 1961 році їздив на гастролі до Європи з Баком Клейтоном. 1962 року з Вебстером виступив на телепередачі «Jazz Casual». У 1960-х записав альбом Evenin' Blues (Prestige) з гітаристом Ті-Боун Вокером і саксофоністом Кліффордом Скоттом.
З початком 1970-х вирішив припинити концертні виступи і повернувся до Лос-Анджелеса. 1971 року співпрацював з колишнім вокалістом «Animals» Еріком Бердоном, записавши альбом Guilty. Однак альбом продавався погано. 1972 року вів власний випуск на радіо. З 1972 року знову почав виступати. Для свого гастрольного туру 1972 року найняв молодого гітариста Роббена Форда, з яким потім працював упродовж всієї кар'єри; у 1974 році їздив на гастролі до Лондона, де записав Love Is a Five Letter Word з британським продюсером Майком Вернером. Вернон випускав альбоми британських блюзових виконавців Джона Мейолла, «Fleetwood Mac» і «Ten Years After». На початку 1980-х у нього діагностували рак гортані.
Помер 18 вересня 1997 року в Лос-Анджелесі у віці 77 років від раку гортані.

## Дискографія
- Wilbur De Paris Plays & Jimmy Witherspoon Sings New Orleans Blues (Atlantic, 1957) з Вілбуром Де Перісом
- Singin' the Blues (World Pacific, 1959)
- At the Monterey Jazz Festival (HiFi Jazz, 1959)
- Sings the Blues (Crown, 1960)
- At the Renaissance (HiFi Jazz, 1960)
- Baby, Baby, Baby (Prestige, 1963)
- Evenin' Blues (Prestige, 1963)
- Blues Around the Clock (Prestige, 1963)
- Blue Spoon (Prestige, 1964)
- Some of My Best Friends Are the Blues (Prestige, 1964)
- Spoon in London (Prestige, 1965)
- The Blues Is Now (Verve, 1967) з Бразер Джеком Макдаффом
- Blues Singer (BluesWay, 1969)
- Handbags and Gladrags (ABC, 1970)
- Spoon's Life (Isabel, 1980)